# 闫希军 (1953年)
闫希军（1953年—），男，甘肃镇原人，中国企业家，主任药师，博士研究生、国务院特殊津贴专家。

## 生平
1953年出生于甘肃镇原，1969年参军并加入中国共产党，后毕业于南京农业大学经贸管理学院。1994年5月天使力联合制药公司。2008年当选为全国人大代表。2013年，再次被选为全国人大代表。后担任天津工商业联合会副会长，中国药学会药事管理专业委员会副主任委员、环渤海企业合作促进会会长、天士力控股集团总裁、天士力制药股份有限公司董事长。第十一届全国人民代表大会天津地区代表，天津市第十四届人大代表。